# 樋口範雄
樋口 範雄（ひぐち のりお、1951年 - ）は、日本の英米法学者（医事法・信託法・高齢者法）、東京大学名誉教授、武蔵野大学法学部法律学科特任教授で、客員教授である。高齢者法の先駆者。新潟県出身。伊藤正己門下。

## 経歴
- 1951年：新潟県出身。
- 1974年：東京大学法学部第1類（私法コース）を卒業[1]。
- 1978年 : 学習院大学法学部専任講師
- 1981年~1983年 : ミシガン大学及びアリゾナ大学ロースクール留学
- 1986年 : 学習院大学法学部教授
- 1992年 : 東京大学大学院法学政治学研究科教授
- 2017年 : 武蔵野大学法学部特任教授[2]
- 2018年
  - 12月15日：「ビジネス法務の未来を語る」と題したシンポジウムが、有明キャンパス3号館3階大講義室で開催され、「高齢者法とビジネス法務」というテーマで講演した[3][4]。

## 著作
- 『アメリカ契約法』
- 『アメリカ不法行為法』
- 『アメリカ高齢者法』
- 『親子と法』
- 『入門　信託と信託法』等。

いずれも弘文堂より出版

## 門下生
- 小山田朋子
- 富永晃一